# Tania Garbarski
Pour les articles homonymes, voir Garbarski.
Tania Garbarski est une actrice réalisatrice belge, fille du réalisateur Sam Garbarski. Elle joue tant au cinéma qu'à la télévision ou au théâtre.
Nommée deux fois au Magritte du cinéma comme meilleur second rôle. Prix du jury et prix du public au festival Jean Carmet.

## Biographie
En 2001, Tania Garbarski épouse l'acteur Charlie Dupont. Ils ont deux filles, Lily et Emma.[réf. nécessaire]

## Théâtre
- 1994 : Poème pour une nuit d'anniversaire de Layla Nabulsi, au théâtre de Poche
- 1995 : Faust, mise en scène de Thierry Salmon, au Kunstenfestivaldesarts
- 1996 : Périclès, prince de Tyr de William Shakespeare, mise en scène de Michel Dezoteux, au théâtre Varia
- 1997 : Excédents de poids, insignifiant, amorphe de Werner Schwab, mise en scène de Michel Dezoteux, au théâtre Varia
- 1999 : Les Misérables de Victor Hugo, mise en scène d'Alain Boublil, au Stadsschouwburg d'Anvers
- 2001 : Le Maître et Marguerite de Mikhaïl Boulgakov, au théâtre de la Place des Martyrs
- 2002 : Un cas intéressant de Dino Buzzati, au théâtre de la Place des Martyrs
- 2004 : Dom Juan de Molière, mise en scène de Daniel Mesguich
- 2005 : La Fugue du Petit Poucet de Michel Tournier, mise en scène de Bruno Bulté, à Forest National
- 2006 : Émilie jolie de Philippe Chatel, au Cirque Royal (Bruxelles)
- 2007 : Dracula de Bram Stoker, adapté par Denis Leddet et Christian Lutz, mies en scène de Bruno Bulté, abbaye de Villers-la-Ville : Mina Harker
- 2011 : Promenade de santé de Nicolas Bedos, mise en scène d'Hélène Theunissen, théâtre Le Public
- 2014 : Tuyauterie de Philippe Blasband, au théâtre Le Public
- 2017 : Maris et femmes de Michel Kacenelenbogen, d'après un scénario de Woody Allen, théâtre Le Public[1]
- 2018 : Tuyauterie de Philippe Blasband, théâtre de l'Œuvre
- 2019/2020 : Les Émotifs anonymes de Jean-Pierre Améris et Philippe Blasband : mise en scène d'Arthur Jugnot au théâtre des Béliers et théâtre Le Public
- 2022/2023 : En attendant Bojangles d'Olivier Bourdeaut, au théâtre Le Public

## Filmographie

### Cinéma
- 1996 : La Folle Histoire de Thierry Vanhoost de Fabrice Du Welz
- 1997 : Gaston's War de Robbe De Hert
- 1999 : De Feniks de Jacco Groen
- 1999 : Man van staal de Vincent Bal
- 2003 : Le Tango des Rashevski de Sam Garbarski
- 2004 : Trois Petites Filles de Jean-Loup Hubert
- 2005 : Bunker Paradise de Stefan Liberski
- 2006 : Coquelicots de Philippe Blasband
- 2007 : La Face cachée de Bernard Campan
- 2007 : Formidable de Dominique Standaert
- 2008 : Coco de Gad Elmaleh
- 2009 : La Chance de ma vie de Nicolas Cuche
- 2010 : Quartier lointain de Sam Garbarski
- 2010 : Fils unique de Miel Van Hoogenbemt
- 2011 : Les Tribulations d'une caissière de Pierre Rambaldi
- 2012 : Vijay and I de Sam Garbarski
- 2012 : JC comme Jésus Christ de Jonathan Zaccaï
- 2014 : Je te survivrai de Sylvestre Sbille
- 2014 : Deux au carré de Philippe Dajoux
- 2016 : Faut pas lui dire de Solange Cicurel
- 2018 : Ma Reum de Frédéric Quiring
- 2019 :  Losers Revolution de Thomas Ancora et Gregory Beghin
- 2020 : Adorables de Solange Cicurel
- 2021 : Le Chemin du bonheur de Nicolas Steil
- 2021 : Inexorable de Fabrice Du Welz
- 2023 : La Vie pour de vrai de Dany Boon
- 2024 : L'Enfant qui mesurait le monde de Takis Candilis
- 2024 : Un ours dans le Jura de Franck Dubosc

### Télévision
- 1995 : La Veuve de l'architecte de Philippe Monnier
- 1997 : L'Amour à l'ombre de Philippe Venault
- 2000 : Que reste-t-il... d'Étienne Périer
- 2001 : Nana d'Édouard Molinaro
- 2001 : Sentiments partagés de Daniel Janneau
- 2005 : Petit Homme de Benoît d'Aubert
- 2005 : Comme sur des roulettes de Jean-Paul Lilienfeld
- 2005 : Twin Fliks, série de Stéphane Liberski
- 2006 : Bataille natale d'Anne Deluz
- 2009 : Vive les vacances ! de Stéphane Kappes (épisodes 1-6)
- 2010 : Hard 2 de Cathy Verney
- 2015 : L'Emprise de Claude-Michel Rome
- 2018 : Unité 42 (série belge)
- 2018 : Les Bracelets rouges de Nicolas Cuche
- 2019 : Papa ou maman de Frédéric Baldekian

## Doublage

### Film
- 2015 : Brothers : Jenny Fernandes (Jacqueline Fernandez)

### Séries télévisées
- 1997-1998 : La Beauté du diable : Lidia Furtado (Lavínia Vlasak)
- 2008 : Britannia High : Claudine Cameron (Sapphire Elia)
- 2009-2012 : Championnes à tout prix : Lauren Tanner (Cassie Scerbo)

### Films d'animation
- 2005 : Barbie Fairytopia : voix additionnelles
- 2007 : Winx Club : Le Secret du royaume perdu : Tecna
- 2010 : Winx Club 3D : L'Aventure magique : Tecna
- 2015 : Winx Club : Le Mystère des abysses : Tecna
- 2022 : Le Lion et les trois brigands (no) : la boulangère

### Séries d'animation
- 2004 : Winx Club : Tecna
- 2005 : Quat' Zieux : Bertrand de Gonzagues
- 2016-2017 : Le Monde des Winx : Tecna

## Distinctions
- Festival Jean Carmet de Moulins 2003 catégorie Meilleur second rôle féminin : prix d'interprétation féminine et prix du Public pour le rôle de Nina Rashevski dans Le Tango des Rashevski.
- Prix Joseph-Plateau 2003 catégorie Meilleure actrice belge : nomination pour le rôle de Nina Rashevski dans Le Tango des Rashevski.
- Magritte du cinéma 2012 catégorie Meilleure actrice dans un second rôle : nomination pour le rôle de Nelly dans Quartier lointain.
- Magritte du cinéma 2019 catégorie Meilleure actrice dans un second rôle : nomination pour le rôle de Frau Sonia dans Bye bye Germany.